# Hvozdění

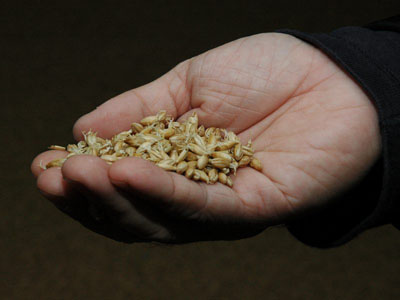
Naklíčený slad

Hvozdění je sušení naklíčeného ječmene (zeleného sladu) tak, aby se v něm snížil obsah vody pod 2 %.

## Postup při hvozdění
Pro hvozdění jsou dlouholetými zkušenostmi vypracované různé postupy, o kterých se může říci, že každá sladovna má ten svůj osvědčený. Zde jsou proto ve stručnosti shromážděny jen ty základní postupy.

### Klíčení
klíčení do hvozdění nepatří, ale je předcházející etapou. Při klíčení se suchá semena sladovnického ječmene navlhčí a ve tmě se nechají klíčit. Cílem sladařského klíčení je aktivace a syntéza enzymů, docílení požadovaného rozluštění zrna při minimálních nákladech a únosných sladovacích ztrátách.
Reservní látky, obsažené v zrně jsou při skladování a před zahájením sladovacího procesu ve stabilní, vysokomolekulární formě. 
Činností vlastních enzymů zrna, aktivovaných pomocí vody dojde k jejich odbourávání na 
rozpustné nízkomolekulární produkty.

### Cíl hvozdění
Naklíčený sladovnický ječmen (zelený slad) není pro vysoký obsah vody skladovatelný, je nutno obsah vody snížit až pod 2 %, deaktivovat enzymy a tím zastavit životní projevy (klíčení) a luštící pochody v zrnu. 

### Teorie hvozdění
Tato část sladovnického procesu je velmi důležitá, protože se při ní ovlivňuje nejen výsledná barva, ale i chuť a vůně sladu. Vše závisí na tom, jaký slad vlastně chceme připravit, zda světlý, tmavý nebo nějak speciální. Na druhu sladu pak záleží druh piva (světlé, černé atd.). Podle toho volíme typ hvozdu, teplotu a dobu sušení apod. Při hvozdění probíhají ve sladu hluboké fyzikální a chemické změny, které závisí na teplotách, obsahu vody a rychlostí vysušování vody.
Hvozdění probíhá ve dvou fázích:
- fáze předsoušení sladu – u světlých sladů se při předsoušení sníží obsah vody z 40–45 % až na 10–12 % , provádí se při teplotě vzduchu do 55 °C a při dostatečném tahu ventilátoru, rychlost sušení stoupá s klesající relativní vlhkostí vzduchu vstupujícího do procesu.
- fáze zvyšování teplot a dotahování sladu – zvyšování teplot a dotahování sladu je velmi důležitá pro tvorbu aromatických a barevných látek, zde dochází k vysušování již vázané vlhkosti ze zrna, rychlost proudění vzduchu má již význam pouze pro lepší přenos tepla, rozhodující je však teplota vzduchu.

Z hlediska chemických a biochemických změn se dají při hvozdění rozlišit tři fáze:
- 1. Fáze růstová – obsah vody v zrně je ještě vysoký a teplota nepřekročila 40 °C, takže jsou příznivé podmínky pro další luštění zrna a pro růst kořínků a střelky (klíčku),
- 2. Fáze enzymatická – při snížení obsahu vody v zrně pod 20 % a při teplotách 40 až 60 °C dochází k zastavení růstu kořínků a střelky, ale v zrně pokračují dále enzymatické reakce, především amylolytické, proteolytické a v menší míře i cytolytické,
- 3. Fáze chemická – při obsahu vody v zrně pod 10 % a při teplotách nad 60 °C, probíhají v zrně chemické reakce za vzniku barevných a aromatických látek.

### Postup při hvozdění
Nastírání zeleného sladu na tzv. lísky (rošty kdysi bývaly z lískových prutů) se provádí ručně nebo šnekovým dopravníkem. Lísky jsou do 100 m² jednodílné, větší jsou dvoudílné a sklopné.
- U jednodílného hvozdu se výška nastřeného sladu pohybuje od 0,8 do 1,2 m. Výhodou je jednoduché nastírání a vyklízení, nevýhodou je při vysoké vrstvě nehomogenita usušeného sladu.
- u dvoudílného hvozdu je zapotřebí menší spotřeba tepla a výsledná homogenita usušeného sladu je vyšší, jsou však větší investiční náklady a složitější obsluha

Celkový čas hvozdění je 12–24 hodin.

### Hvozdění podle typu sladu
- Slad plzeňského typu – omezení nadměrného vzniku barevných a aromatických sloučenin a maximální uchování enzymové aktivity a křehkosti sladu, k tomu je nutné rychle snížení obsahu vody v zeleném sladu na 10–12 % při teplotě 55 °C, pozvolné vyhřátí sladu a dokonalé dotažení sladu při teplotě 85 °C.
- Slad bavorského typu – podpoření tvorby melanoidinů, pomalu se snižuje obsah vody na 30 % při teplotě 45 °C, pak se teplota pozvolna zvyšuje a slad se dotahuje až při 105 °C.

### Technické normy pro hvozdění
- Hmotnostní a objemové změny: 
  - 100 kg ječmene poskytne 78 kg odsušeného sladu
  - 100 kg ječmene poskytne 140 litrů odsušeného sladu
  - 100 litrů ječmene poskytne 98 litrů odsušeného sladu
- Tepelná účinnost hvozdu se pohybuje mezi 60–75 %
- Ztráta sladovým květem 3–5 %